# Albert König (Maler)

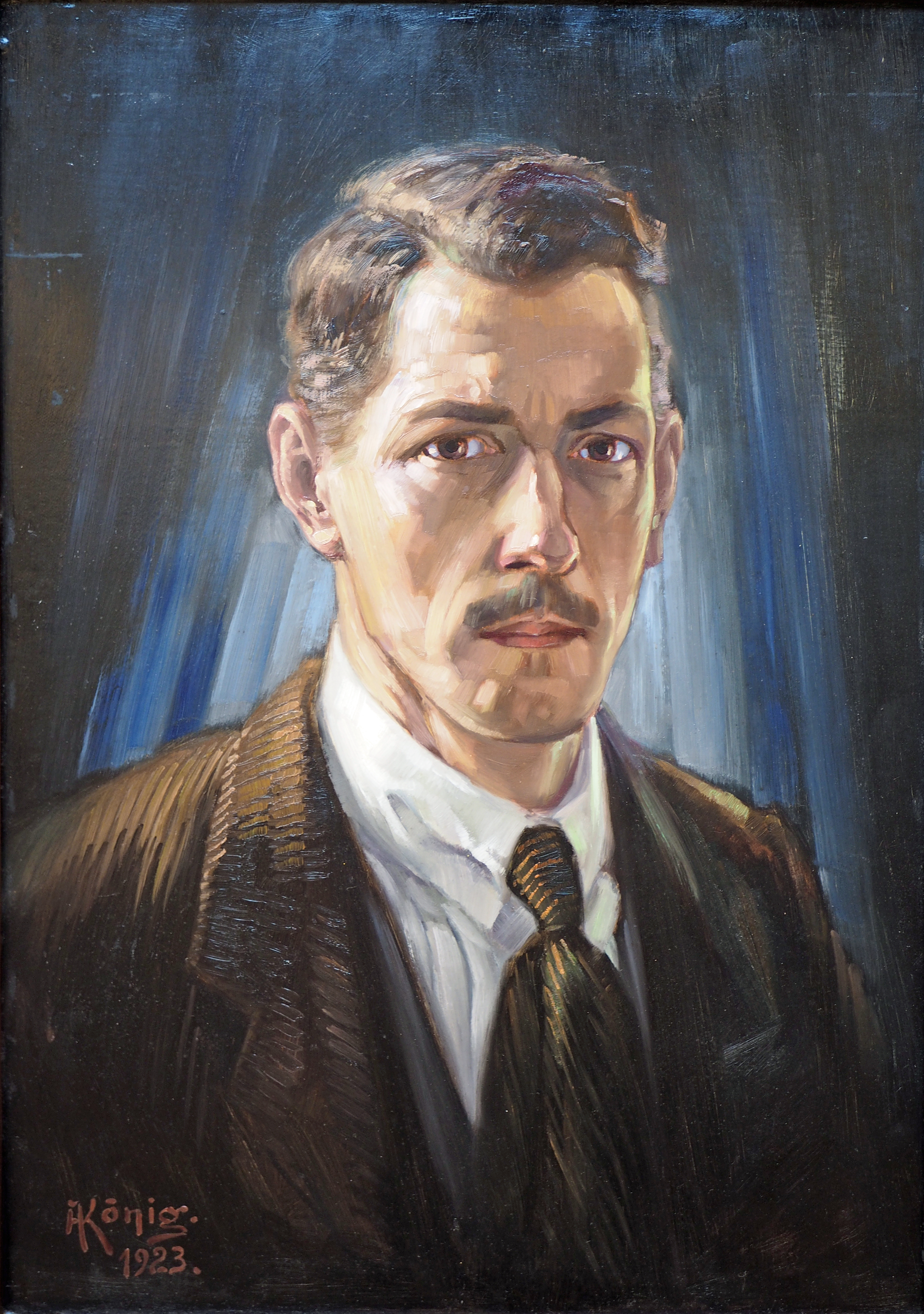
Albert König, Selbstporträt 1923

Albert König (* 22. März 1881 in Eschede; † 5. Februar 1944 in Unterlüß) war ein deutscher Maler, Zeichner und Grafiker.

## Leben

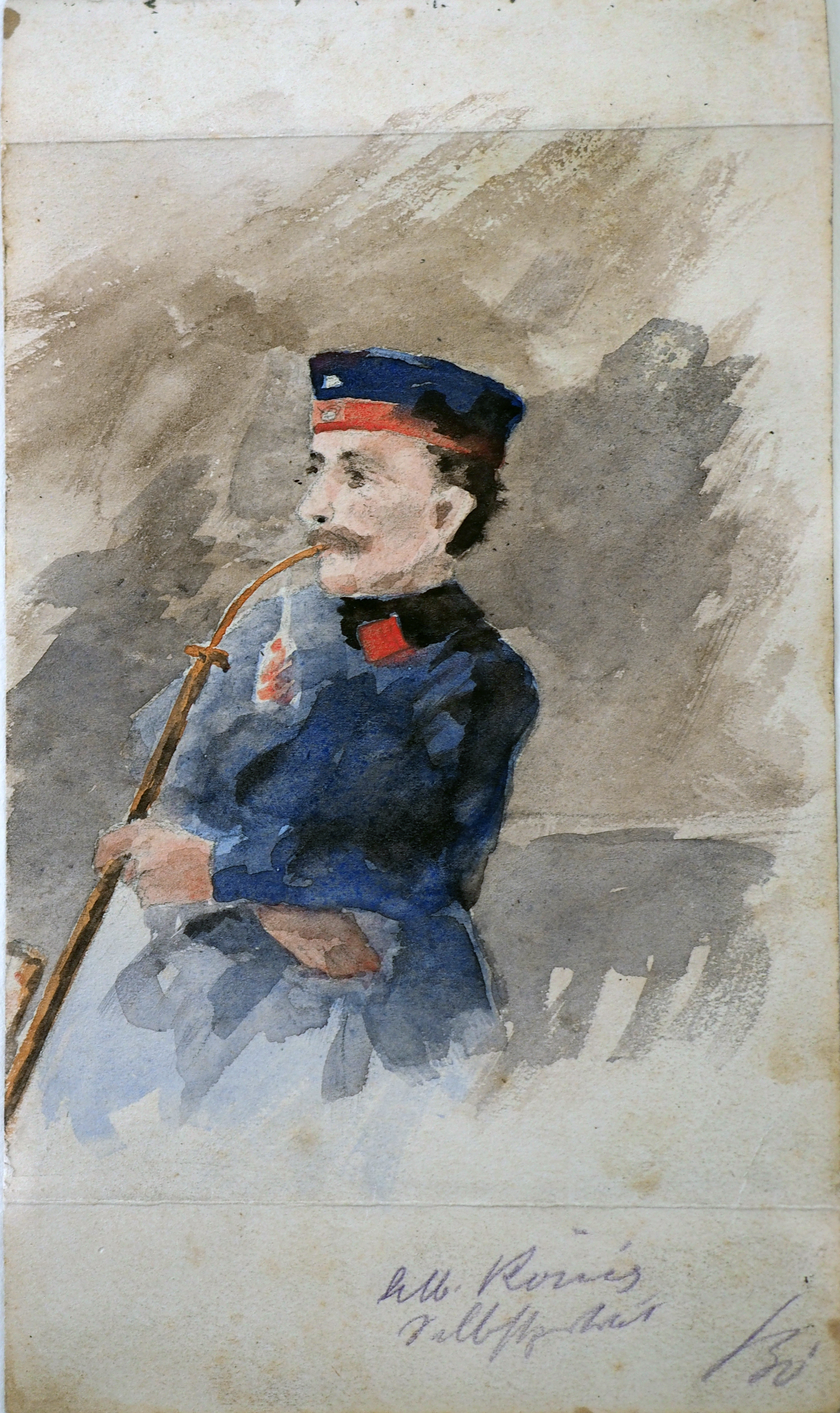
König als Soldat in Metz (Selbstbildnis)

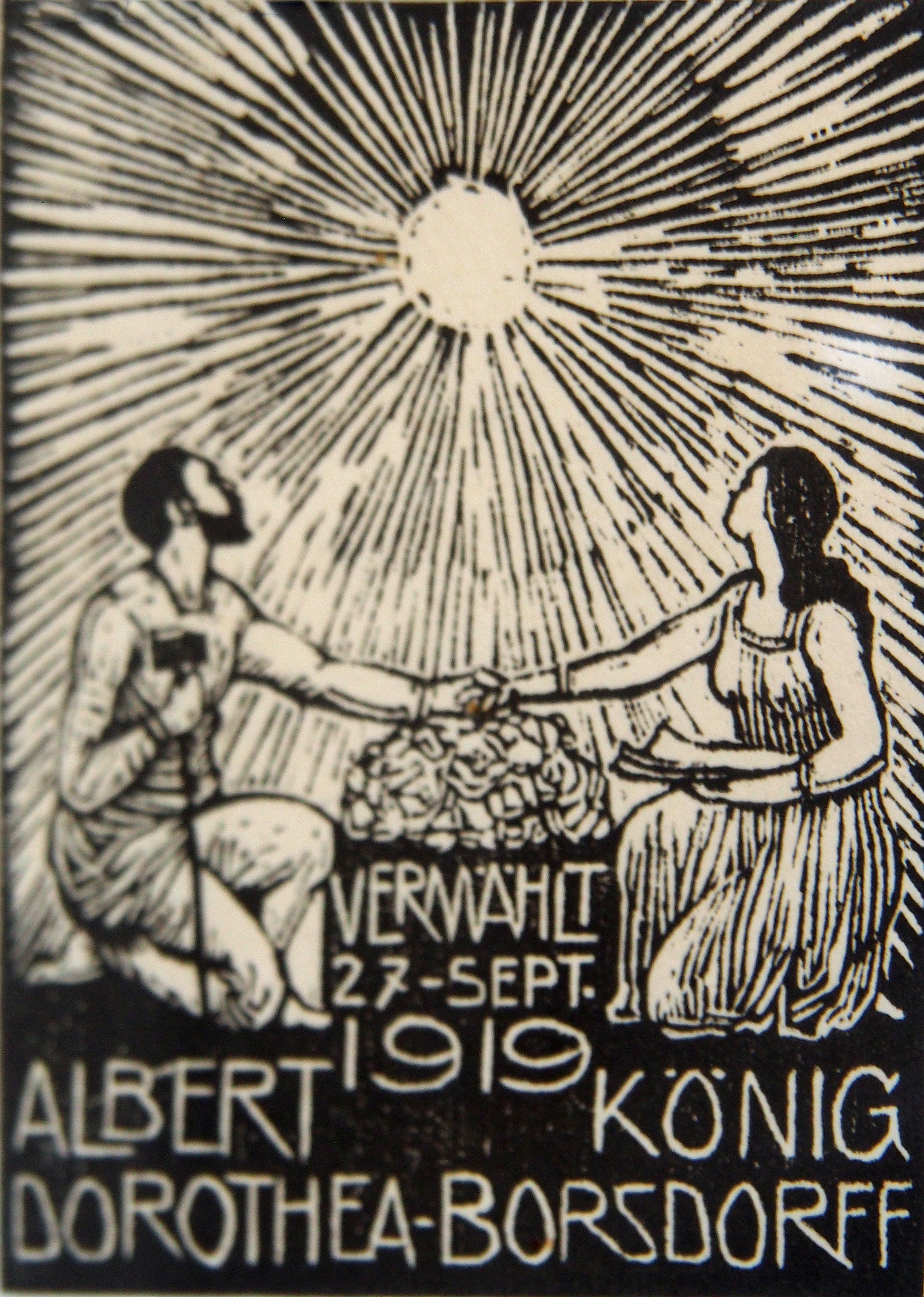
Holzschnitt seiner Vermählungsanzeige

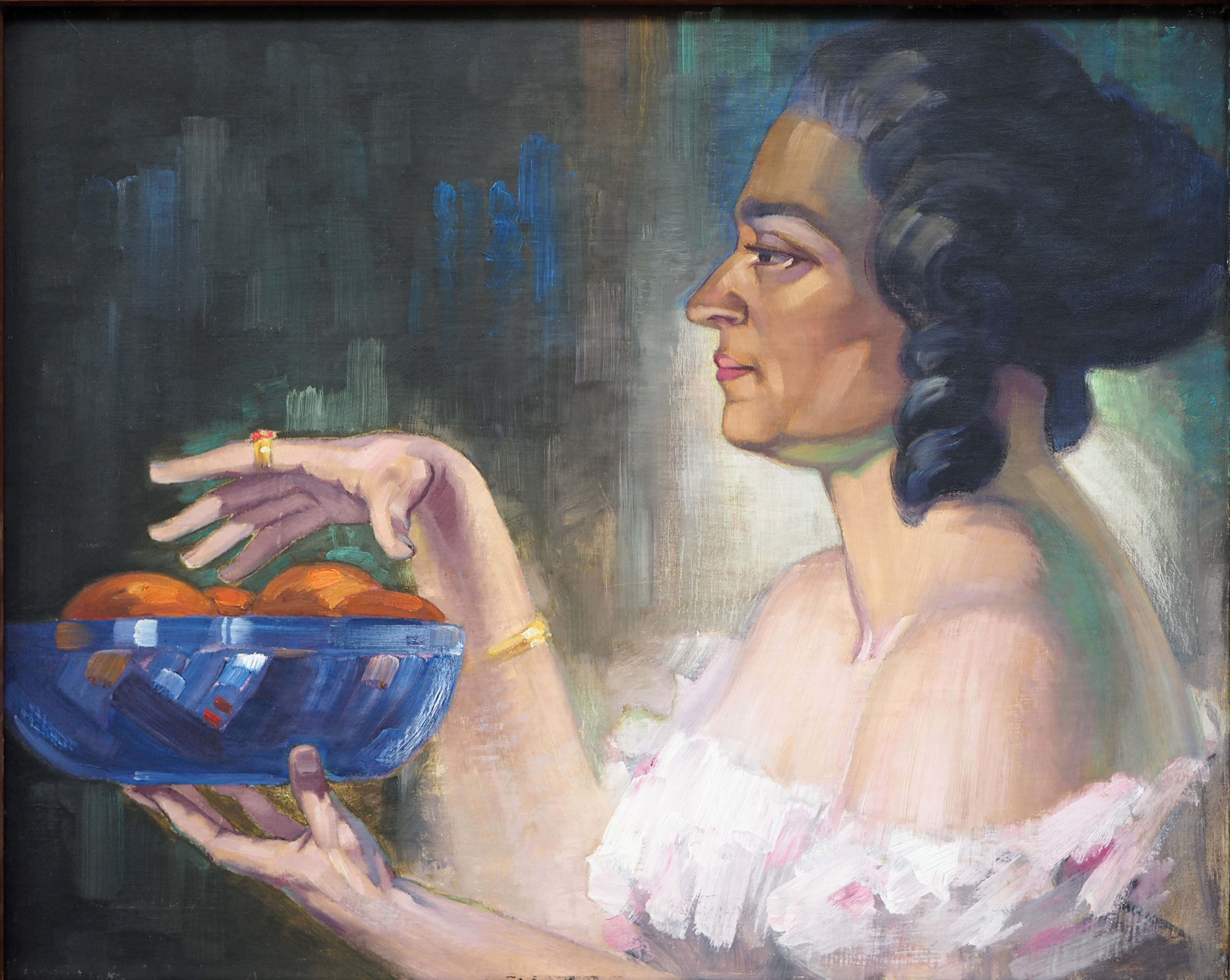
Ehefrau Dorothea, Anfang 1920er Jahre

Albert König wurde als Sohn des Dorfschmieds Albert Christoph König und seiner Frau Caroline in Eschede in der  Südheide geboren. Der Vater war aus Ostpreußen zugewandert, die Mutter kam aus Baden. Er wuchs in ärmlichsten Verhältnissen auf. 1887 lebte er mit der Mutter und seinen Geschwistern in Königsberg. Von 1889 bis 1895 arbeitete er neben dem Schulunterricht in Endeholz, einem Dorf in der Nähe von Eschede, als Hütejunge.
Von 1903 bis 1905 leistete König einen freiwilligen  Militärdienst in der lothringer Stadt Metz ab. Metz gehörte von 1871 bis 1918, in der Zeit der kaiserlichen Monarchie, zum Deutschen Reich. Am Beginn des Ersten Weltkriegs diente König als Soldat zunächst in Holzminden in einem Lager für Zivil- und Kriegsgefangene. Von 1915 an diente er in Masuren. 1917 wurde er aufgrund seiner angegriffenen Gesundheit nach Hamburg-Harburg in den militärischen Postdienst versetzt.
Am 27. September 1919 heiratete er die Lehrerin Dorothea Borsdorff. Im Jahr 1927 zog König in sein neu erbautes Haus mit Maleratelier nach Unterlüß im Landkreis Celle. Hier lebte und arbeitete er dann völlig zurückgezogen an Holzschnitten und der Malerei. König betrachtete sein Atelier nicht nur als Werkstatt. Es war für ihn quasi ein „sakraler“ Raum. Bei Königs Abwesenheit durfte kein Außenstehender diesen Raum betreten. Er liegt in dem Haus etwas tiefer als die übrigen Zimmer. Dadurch erreicht er eine größere Deckenhöhe. Das große Fenster nach Norden sorgt für gleichmäßiges Licht, auch bei unterschiedlicher Witterung.

## Ausbildung
Nach dem Schulbesuch machte er von 1895 bis 1898 eine Malerlehre bei dem Escheder Dekorationsmaler Albert Oehm. Anschließend ging König auf Wanderschaft. Von 1902 bis 1903 erfolgte eine Ausbildung an der Kunstgewerbeschule Düsseldorf. 1908 besuchte er in  München die private „Schule für graphische Künste“ von Moritz Heymann, in der er sich vor allem im Aktzeichnen übte.

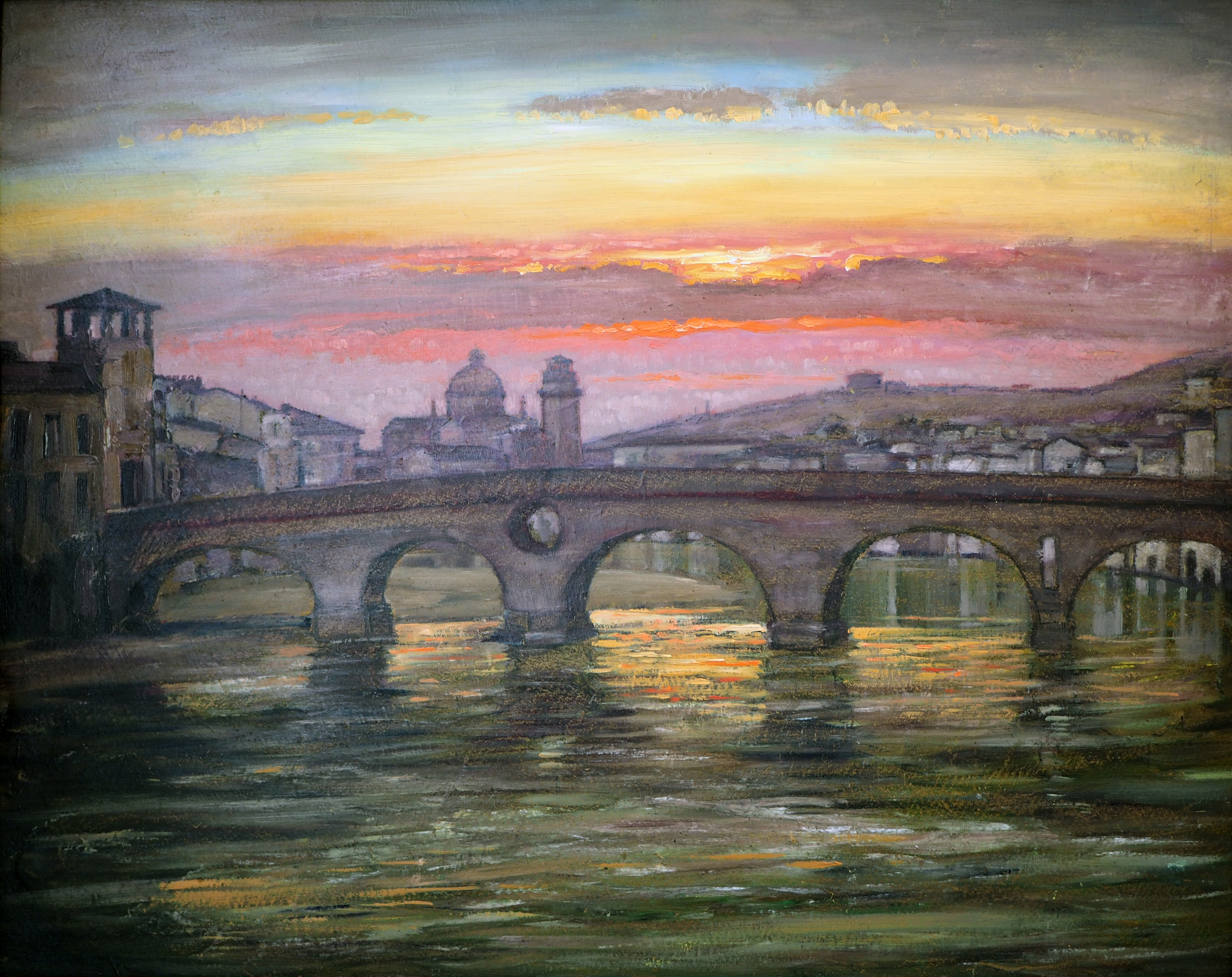
Die Pietrabrücke in Verona, noch aus der Römerzeit

Im Dezember 1910 ging er nach Berlin. Nachdem er sich in München vor allem mit dem Zeichnen befasst hatte, widmete er sich in Berlin intensiv der Ölmalerei.
Dort besuchte er die „Moderne Schule für freie und angewandte Kunst“ bei Georg Tappert und Moriz Melzer. Für kurze Zeit war auch Lovis Corinth sein Lehrherr. Einer der wichtigsten und einflussreichsten Vertreter des deutschen Impressionismus. Mit dem fast gleichaltrigen Tappert blieb König sein Leben lang befreundet. Tappert besuchte ihn in den 1940er Jahren in Unterlüß. Ihn interessierten besonders die Baumporträts. Im Sommer 1911 kam König nach Eschede zurück und arbeitete jetzt als freischaffender Künstler. Bis 1913 entstanden vor allem Landschaften und Stillleben in pointillistischem Stil. 1913 wird er Mitglied im Deutschen Künstlerbund.
1924 unternahm König seine einzige Auslandsreise, sie führte ihn nach Italien. Am 9. Juni 1924 schrieb er aus Florenz eine Ansichtskarte an seinen Freund und Förderer Max Böcker. König besuchte auf seiner Italienreise auch Verona und Rom. Am 22. Juni 1924 schrieb er Böcker aus Palermo, Sizilien, dass er am nächsten Tag über Messina und Neapel die Rückreise antreten wolle. Die führte ihn auch auf die Insel Capri. Einflüsse auf sein malerisches Werk sind nicht festzustellen. 
Nach Königs Umzug von Eschede nach Unterlüß zeigten seine Bilder jetzt oft Motive von Kieselgur-Gruben und Baumporträts. Die Kieselgur-Gruben verband er mit Motiven der Mythologie und Märchen und verwandelte sie so in Traumlandschaften.
1930 änderte König seinen Malstil. Er begann mit einer dünn aufgetragenen, transparenten Tempera-Malerei zu arbeiten.
1932 erhielt König ein Stipendium der Deutschen Albrecht-Dürer-Stiftung in Höhe von 400 Reichsmark. Eine in den 30er Jahren geforderte Aufnahme in die Reichskulturkammer lehnte er ab.
König beherrschte neben der Ölmalerei auch andere zeichnerische Techniken. Er benutzte oft den Bleistift, was seine 132 Baumzeichnungen eindrucksvoll zeigen. Außerdem benutzte König Pastell und Zeichenkohle, teilweise mit Aquarell kombiniert.

## Arbeiten

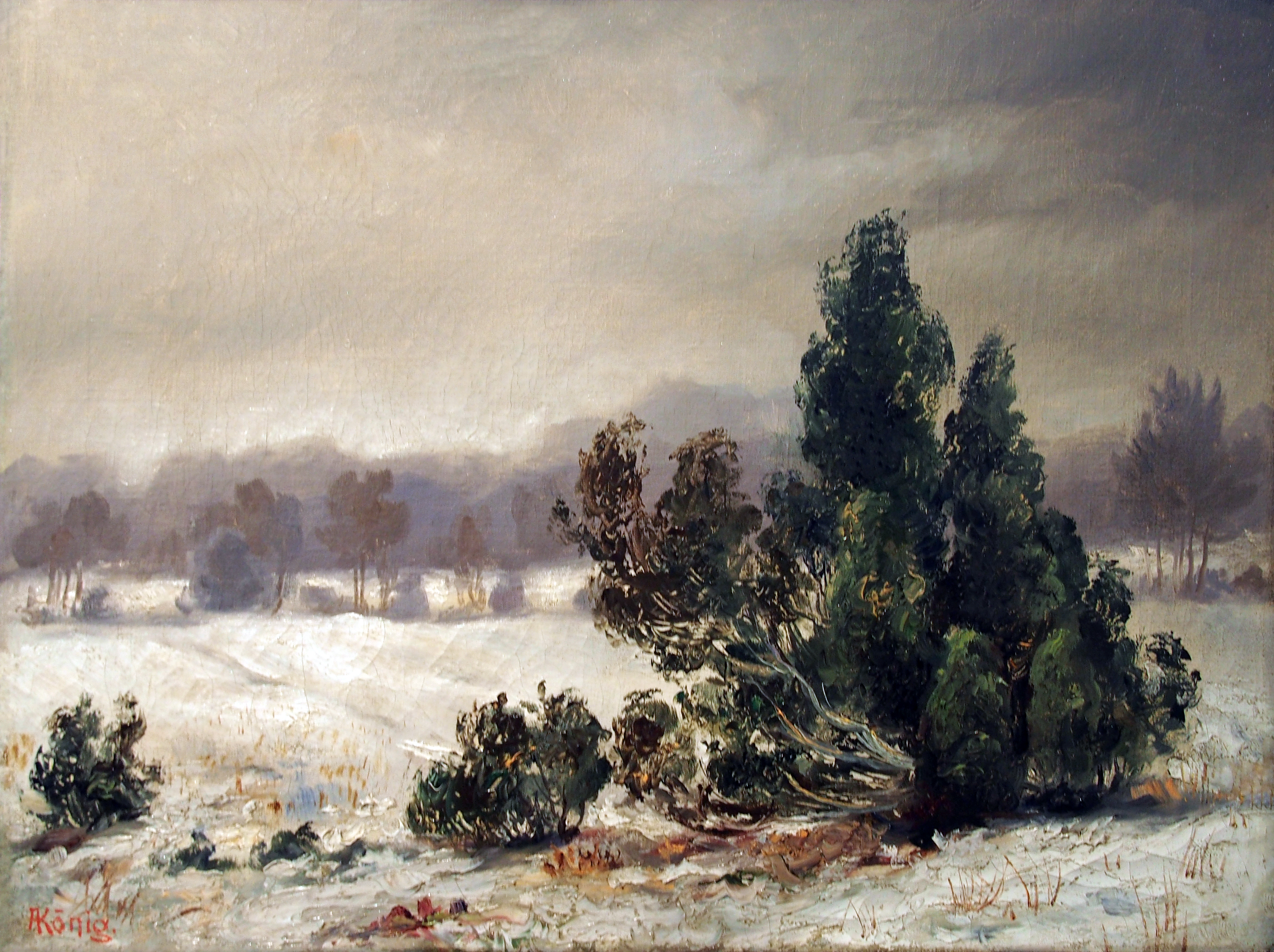
Wacholder im Schnee (um 1915)

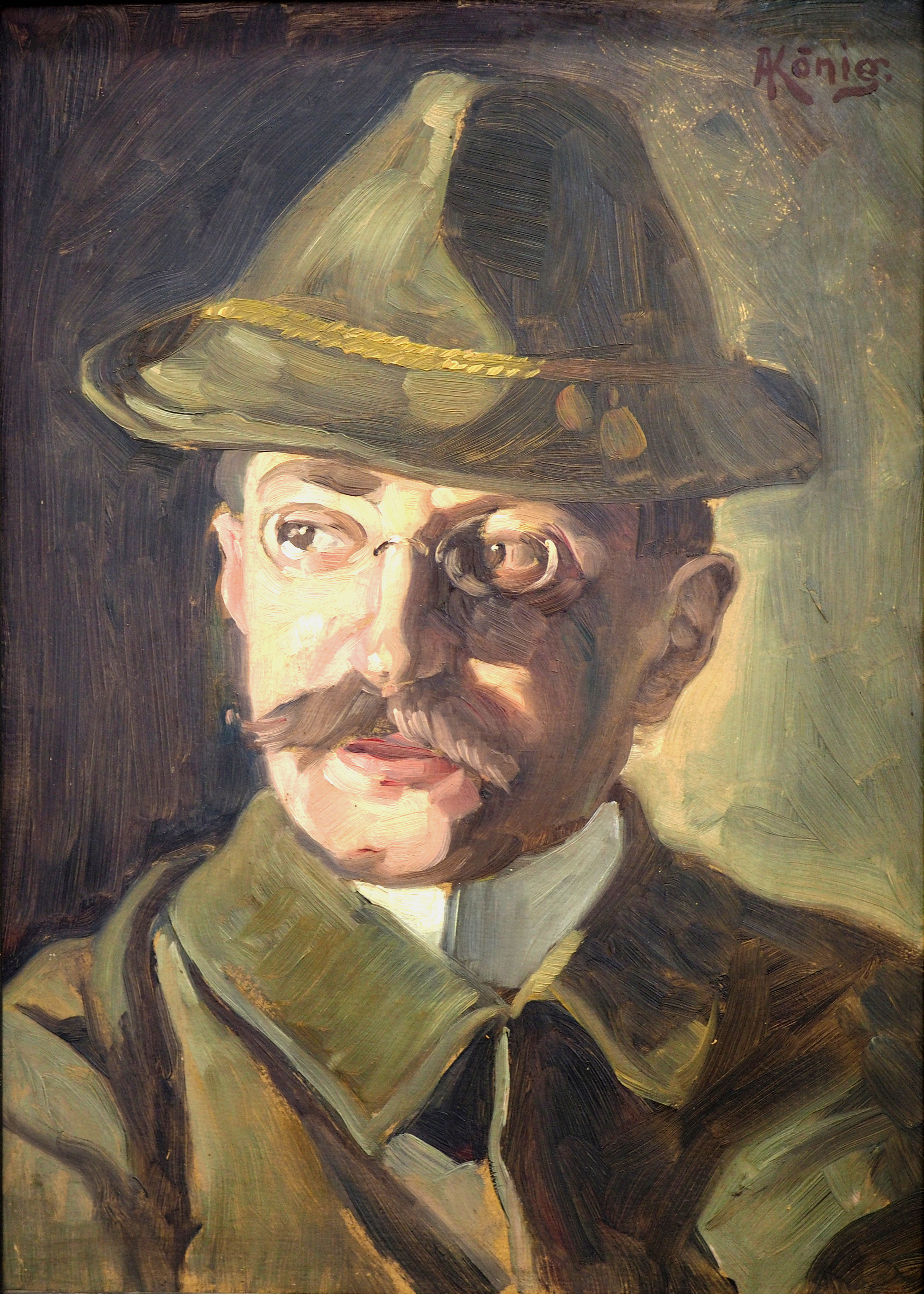
Max Böcker (1913) von Albert König

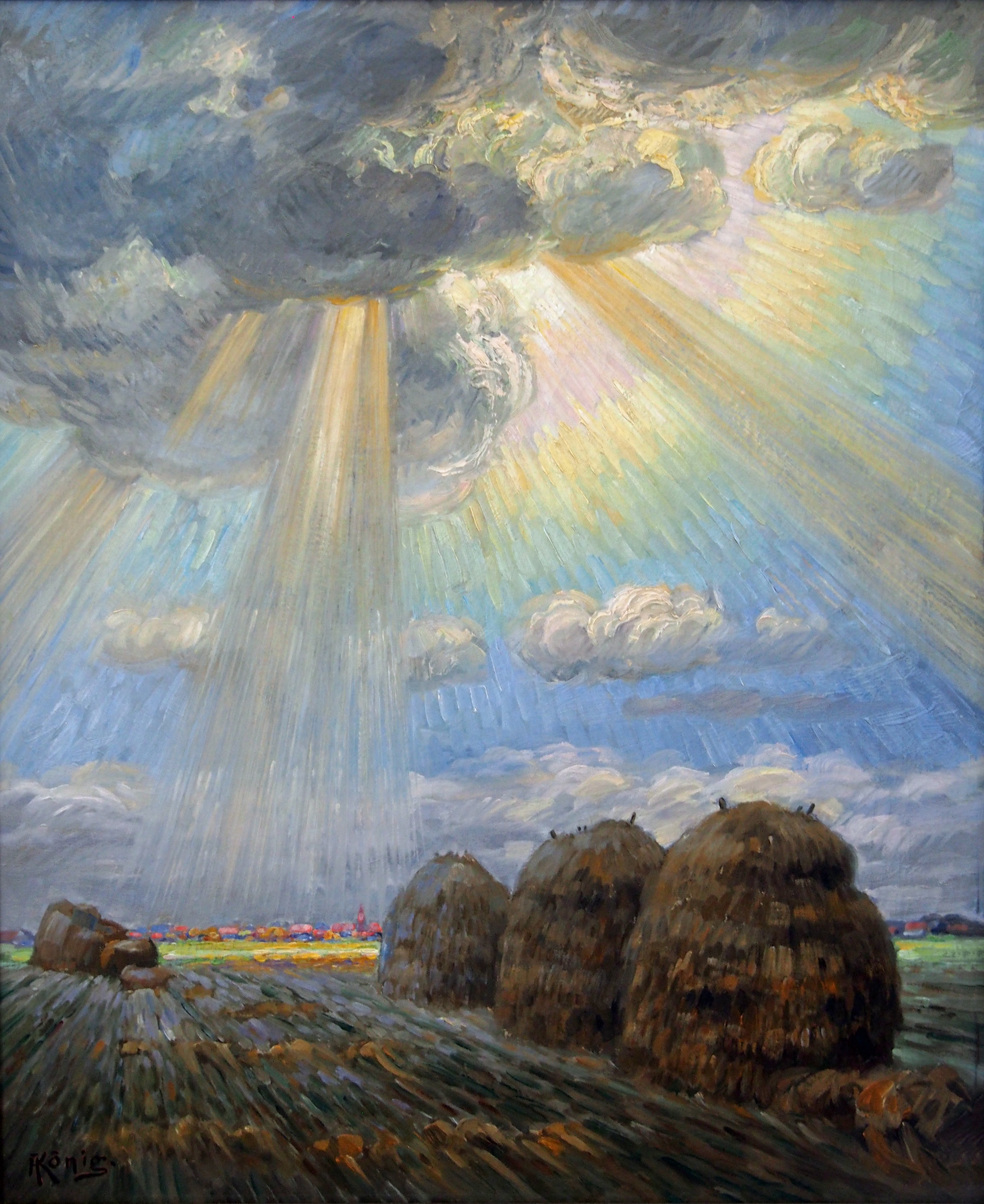
Sonne, die durch Wolken bricht (1921)

Am Beginn seines Wirkens zeigen seine Arbeiten Einflüsse des Pointillismus.
1911 kehrte er nach Eschede zurück. Auf anraten seines Freundes, des Eschedeer Lehrers und Volkskundlers Max Böcker, entstehen im Herbst 1911 seine ersten Holz- und Linolschnitte, die ihm auch internationale Anerkennung einbrachten. Böcker war es auch maßgeblich zu verdanken, dass einflussreiche Museumsleute Norddeutschlands von Königs Werken Kenntnis erhielten. Die sich daraus entwickelten Kontakte führten dazu, dass 1911 die Kunsthalle Bremen Druckgrafiken Königs erwarb, und 1914 auch die Hamburger Kunsthalle. 1920 kaufte das Kunstmuseum Düsseldorf einige Holzschnitte Königs.
Nach Ende des Ersten Weltkrieges setzte König sich mit dem Expressionismus auseinander.  1928 entstehen die ersten Baumporträts und Baumgruppen in Bleistifttechnik. Ab Mitte der 1930er Jahre zeichnete König viele Naturstudien in den Kieselgurgruben in der Nähe von Unterlüß (→ Kieselgurgruben in der Lüneburger Heide).
Anhand zuvor gefertigter detaillierter Zeichnungen entstehen ab 1932 dann im Atelier die großen Landschaften, Baumgruppen, Bäume, und die zum Teil märchenhaft verfremdeten Darstellungen der Kieselgurgruben, in Öl- und Temperamalerei mit einer gänzlich eigenen Formen- und Bildersprache.

## Auszeichnungen
1912 wurde er auf der Internationalen Kunstausstellung in Amsterdam mit einer Bronzemedaille im Bereich Graphik ausgezeichnet. 

Sowohl in dem letzten Wohnort Unterlüß als auch in seinem Geburtsort Eschede ist jeweils eine Straße nach ihm benannt.

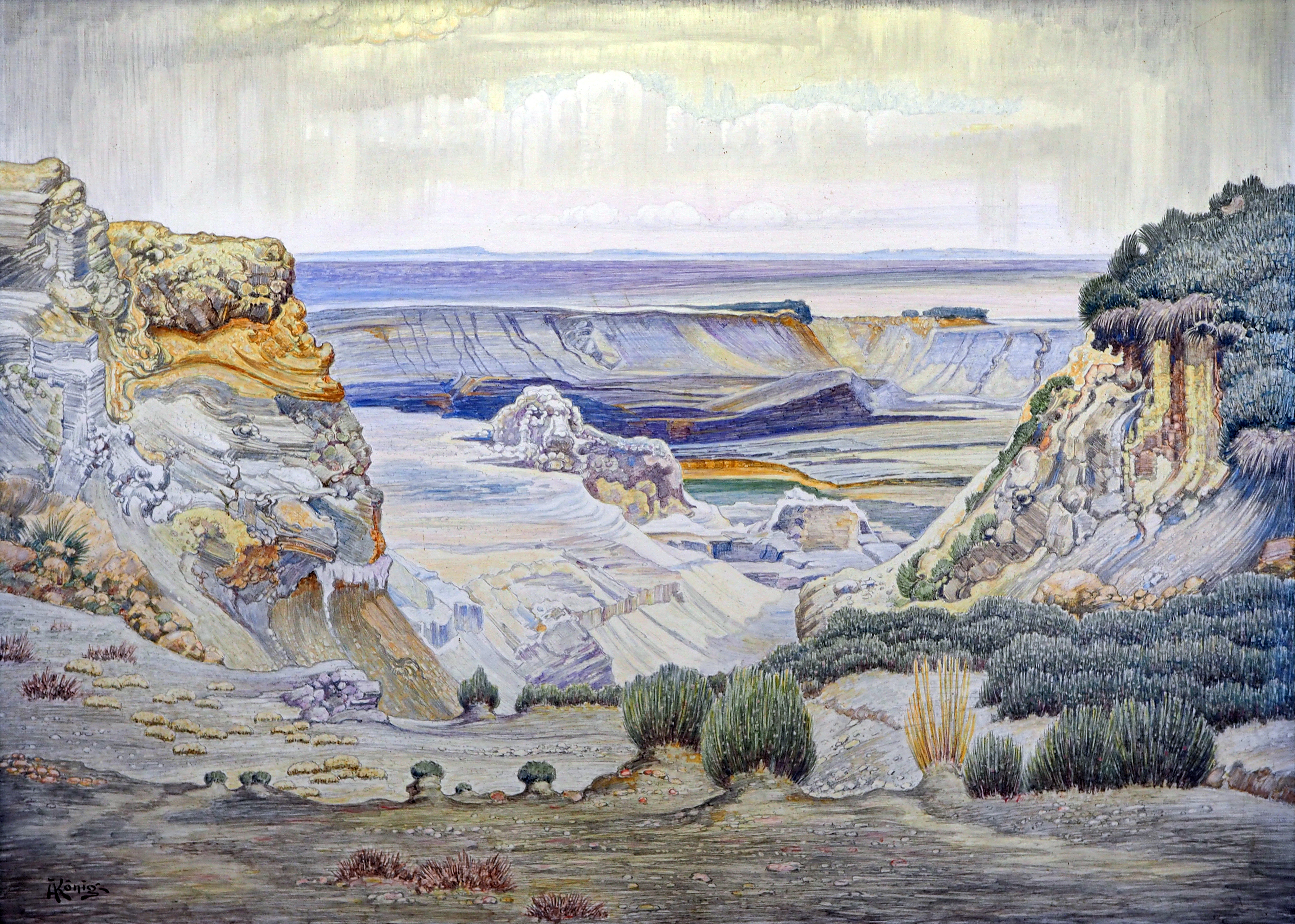
Kieselgurgrube bei Oberohe

## Ausstellungen
1941 fand aus Anlass seines 60. Geburtstages eine Sonderausstellung im Vaterländischen Museum, heute Bomann-Museum in Celle statt. Es wurden 46 Baumbilder und sieben Kieselgurlandschaften von ihm gezeigt.
1981, an seinem 100. Geburtstag, wurden seine Werke in der Gotischen Halle im Celler Schloss und in der Galerie im Museum in Oldendorf gezeigt.

## Werke

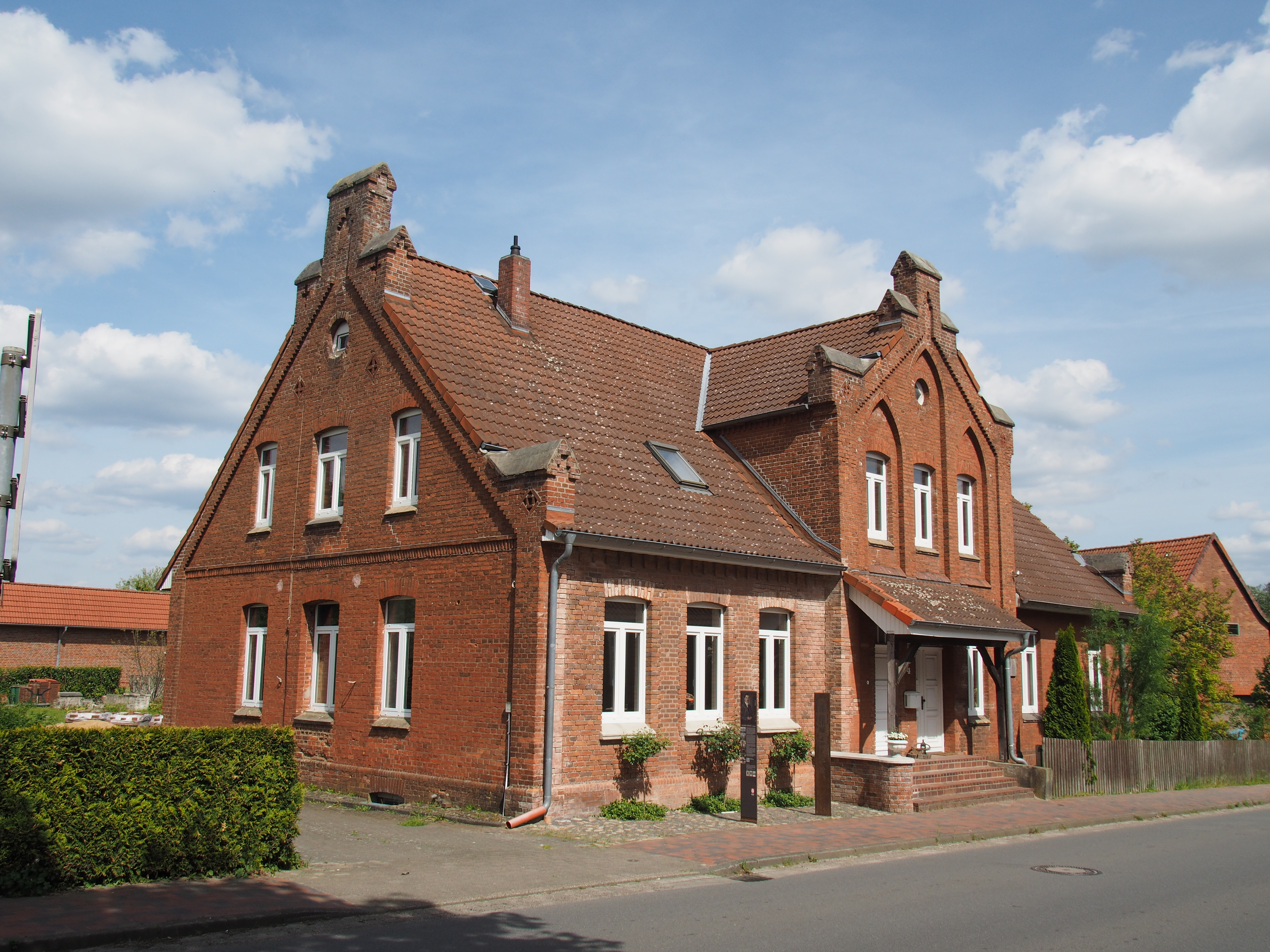
Geburtshaus von König in Eschede

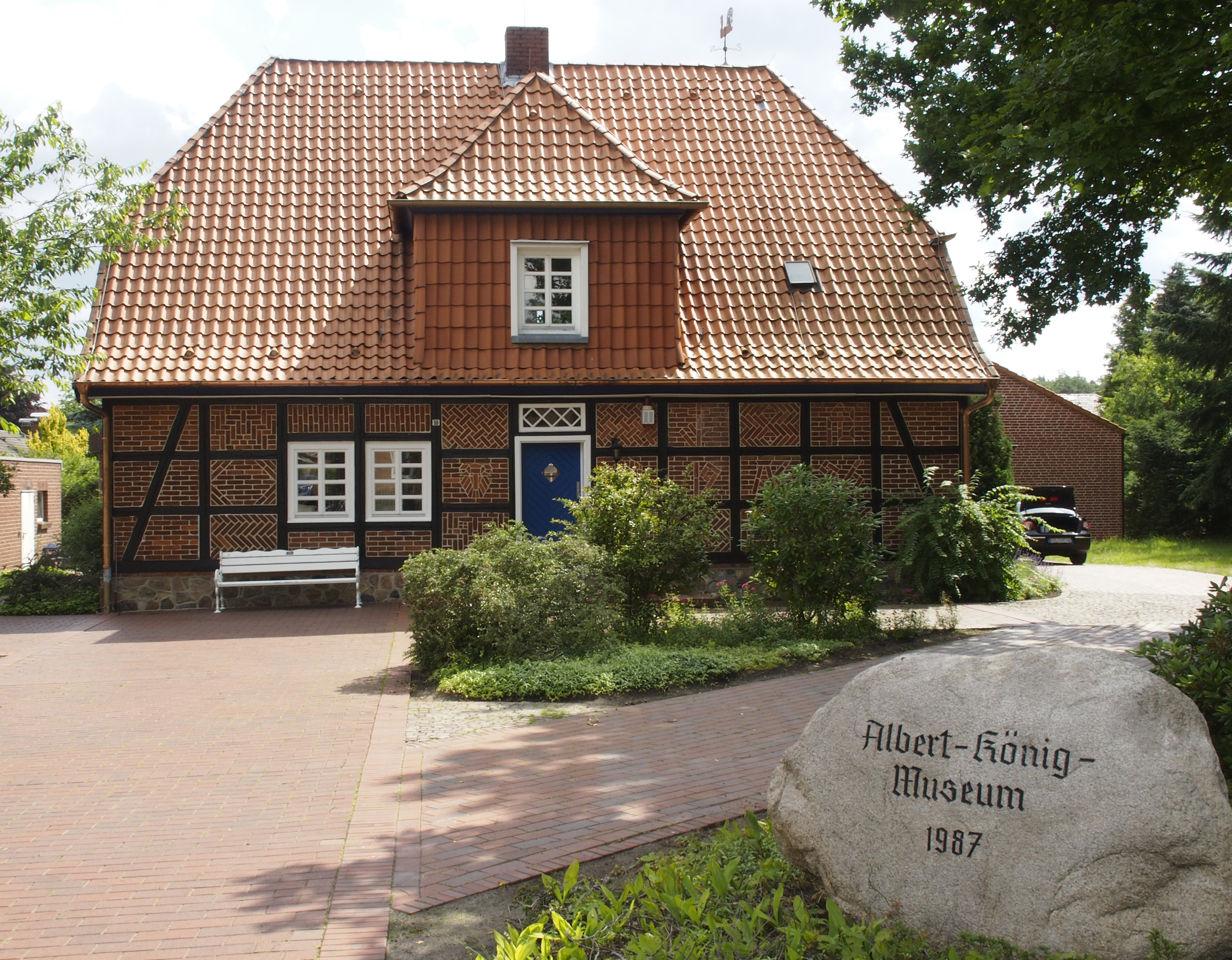
Ehemaliges Wohnhaus von König, jetzt das Albert-König-Museum

Durch testamentarische Verfügung seiner Witwe gelangte der gesamte künstlerische Nachlass von etwa 1.800 Arbeiten sowie das Wohnhaus des Malers und Graphikers in den Besitz der Gemeinde Unterlüß, mit der Auflage, ein Kunstmuseum zu errichten, das den Namen Albert-König-Museum tragen sollte. Frau König wurden hierfür im März 1982 die Ehrenbürgerrechte der Gemeinde Unterlüß verliehen. Am 19. Juni 1987 wurde dieses Museum eröffnet.
Durch Schenkungen, Dauerleihgaben und Ankäufe hat das Museum inzwischen über 12.000 Arbeiten des Künstlers im Archiv. Die wechselnden Ausstellungen behandeln jeweils abgeschlossene Themen aus seinem Schaffen. Das ehemalige Wohnhaus, in dem neben Königs Arbeitszimmer und einem Teil seiner Arbeiten auch wechselnde Ausstellungen anderer Künstler gezeigt werden, wurde später um eine Ausstellungshalle erweitert. Im Erweiterungsbau ist die Dauerausstellung „Kieselgur – Die Erlebnisausstellung“ zu sehen.
Auch die Kunsthalle Bremen, die Hamburger Kunsthalle, das Altonaer Museum, das Kunstmuseum Düsseldorf, das Bomann-Museum Celle, das Helms-Museum Harburg und das Museum Schloss Holdenstedt sind im Besitz von Werken des Künstlers.

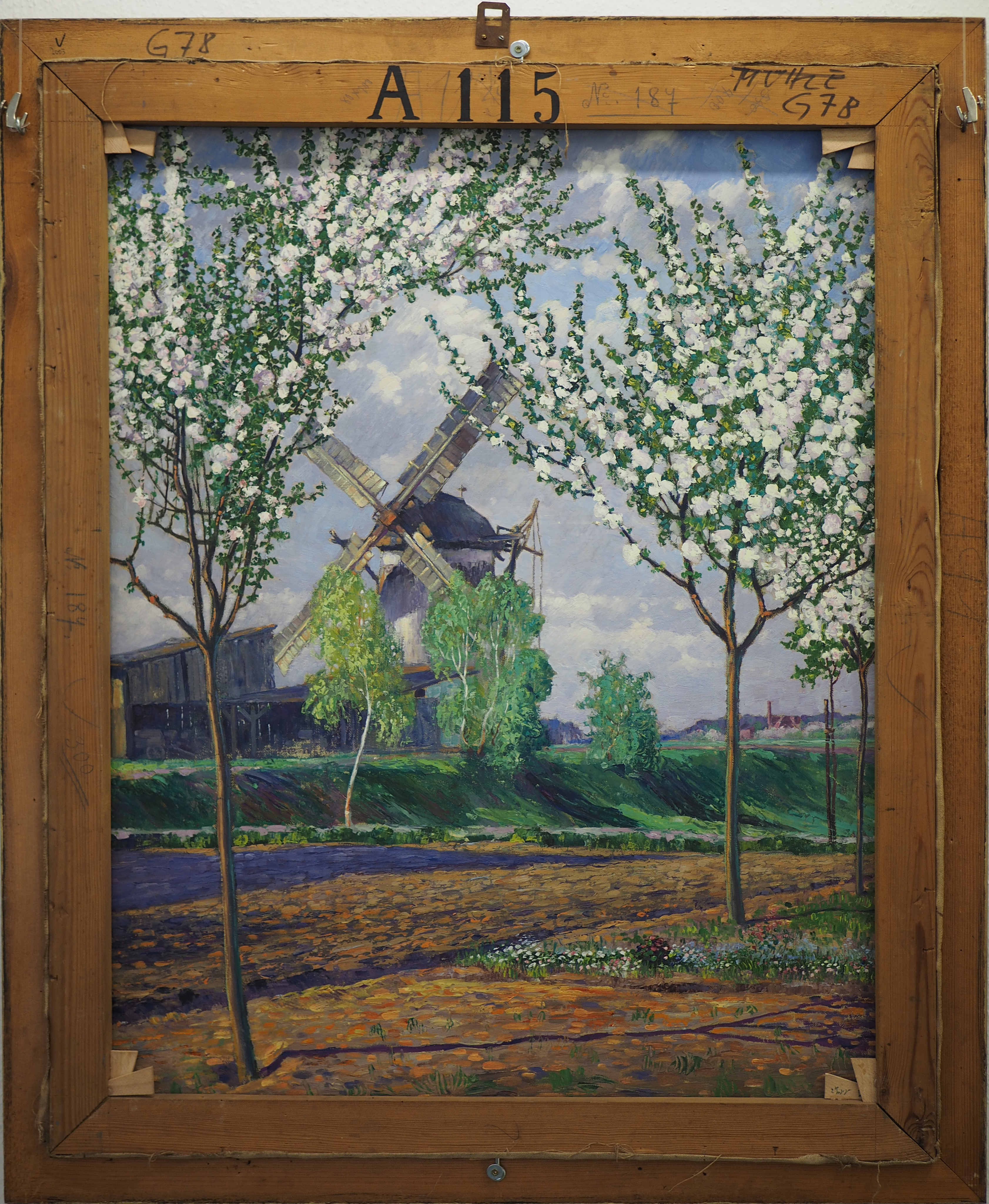
Flohr-Mühle (1916)

Häufig bemalten Künstler ihre Leinwände mehrmals, oder so wie hier, einfach auf der Rückseite, oft aus Sparsamkeitsgründen. Die Leinwände waren relativ teuer. Der Besitzer musste sich entscheiden, welche Seite er als Bild zeigen will. Zum Beispiel das Bild „Flohr-Mühle“ von 1916, nahm König und malte 1927 auf die andere Leinwandseite das Bild „Lupinenstrauß“.

Auszug der Arbeiten von Albert König
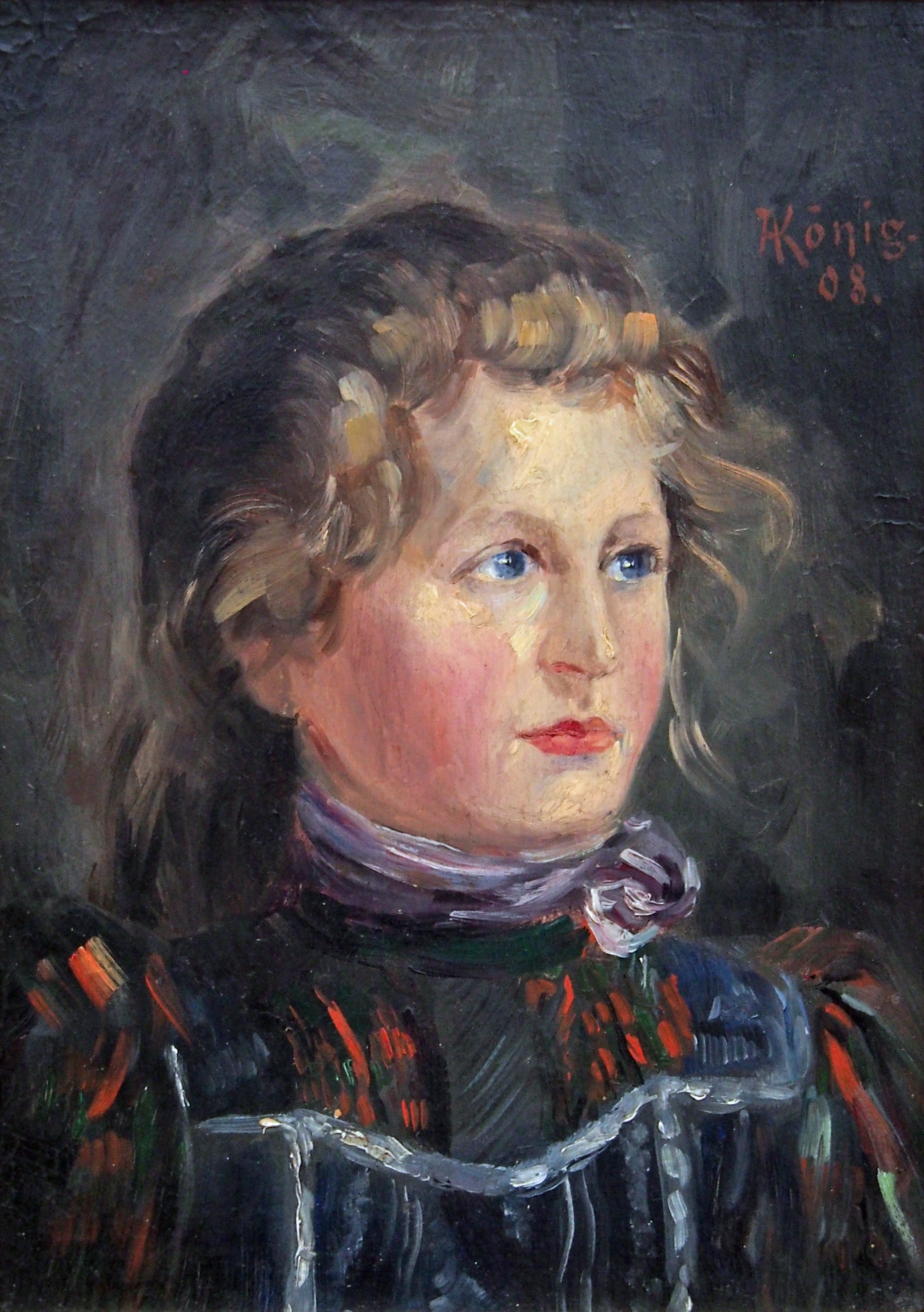
„Bildnis eines jungen Mädchens“ (1908)
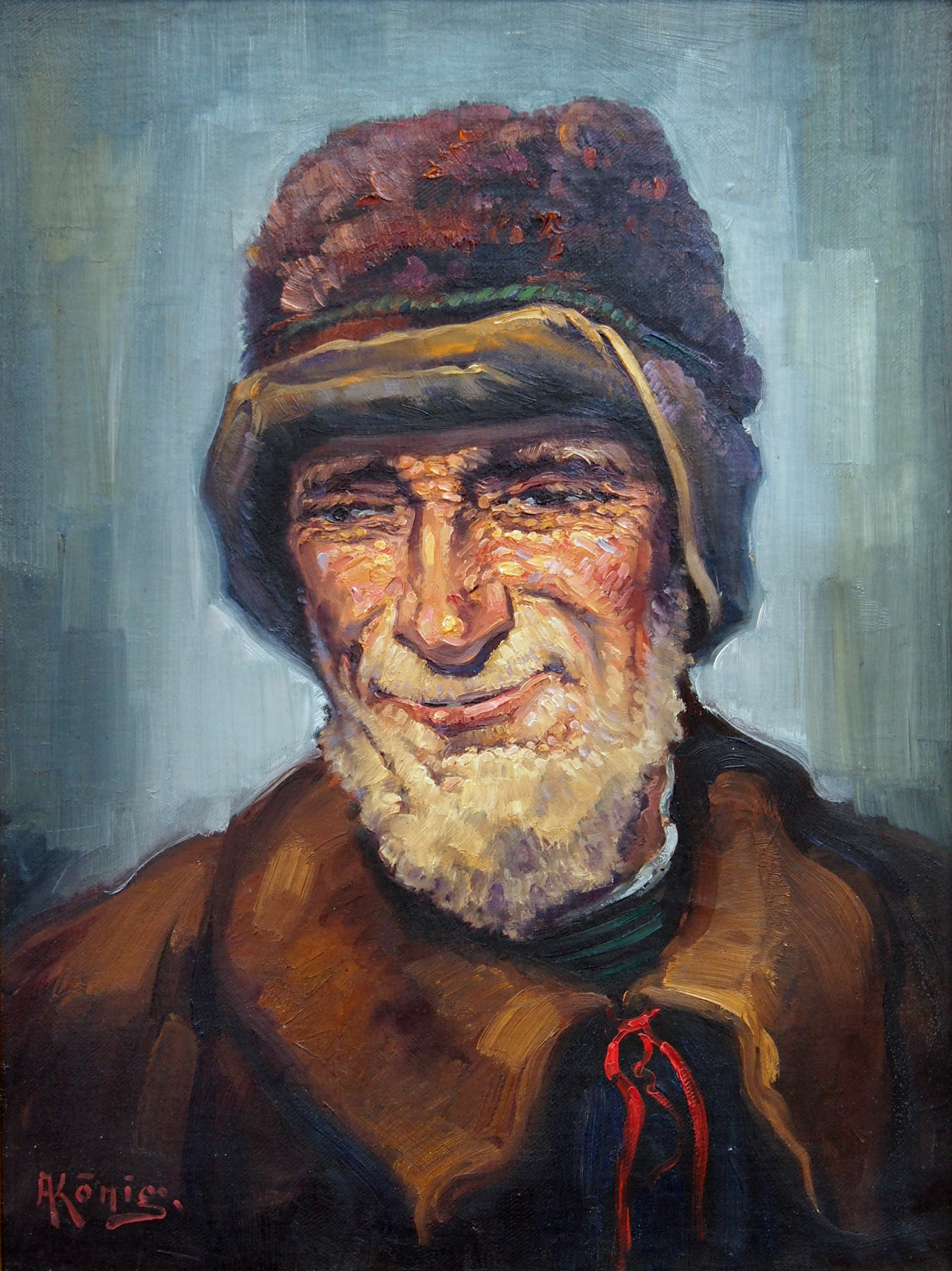
„Heideschäfer“ (Öl auf Leinwand) (um 1925)
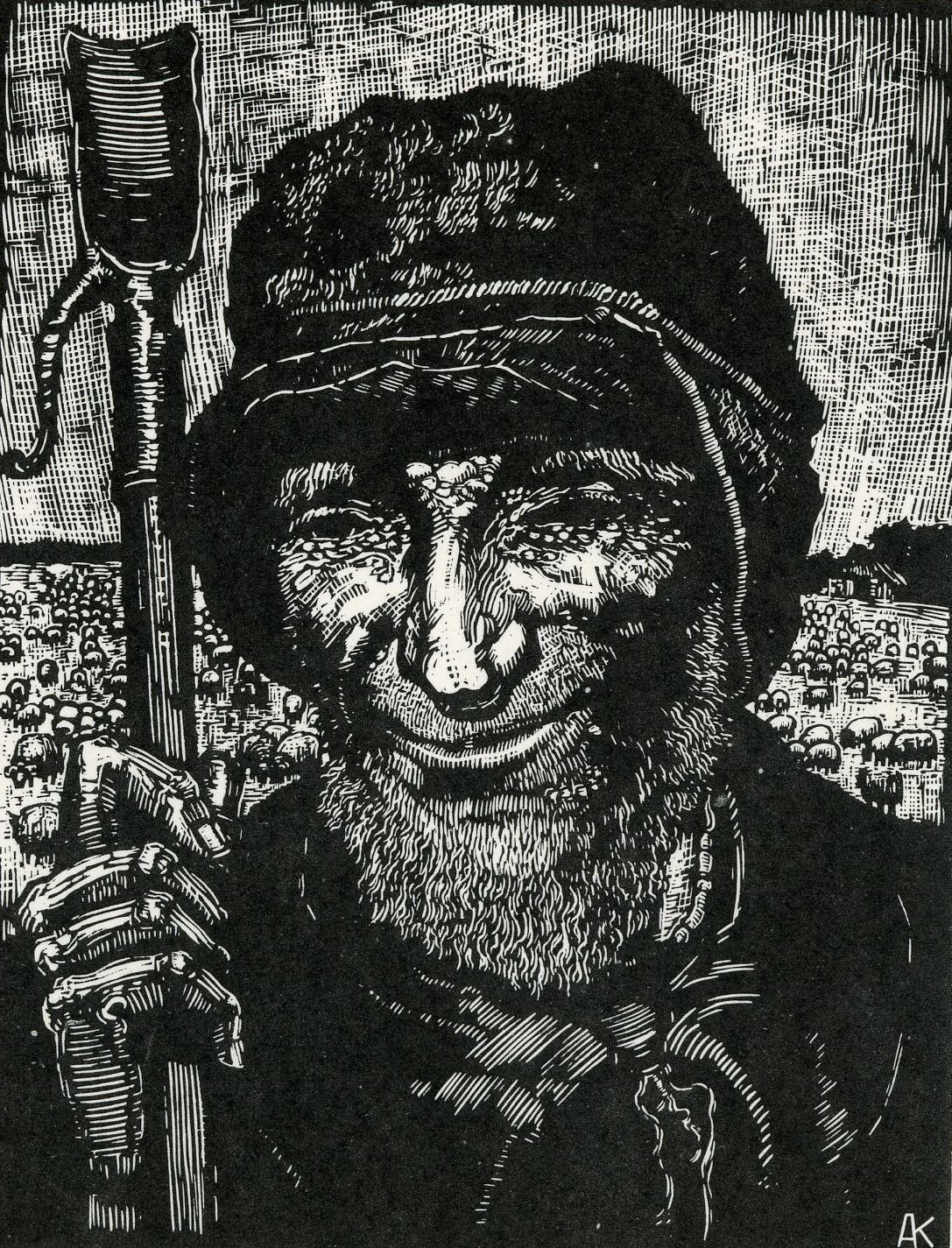
„Heideschäfer mit Schafspaten“ (Holzschnitt)
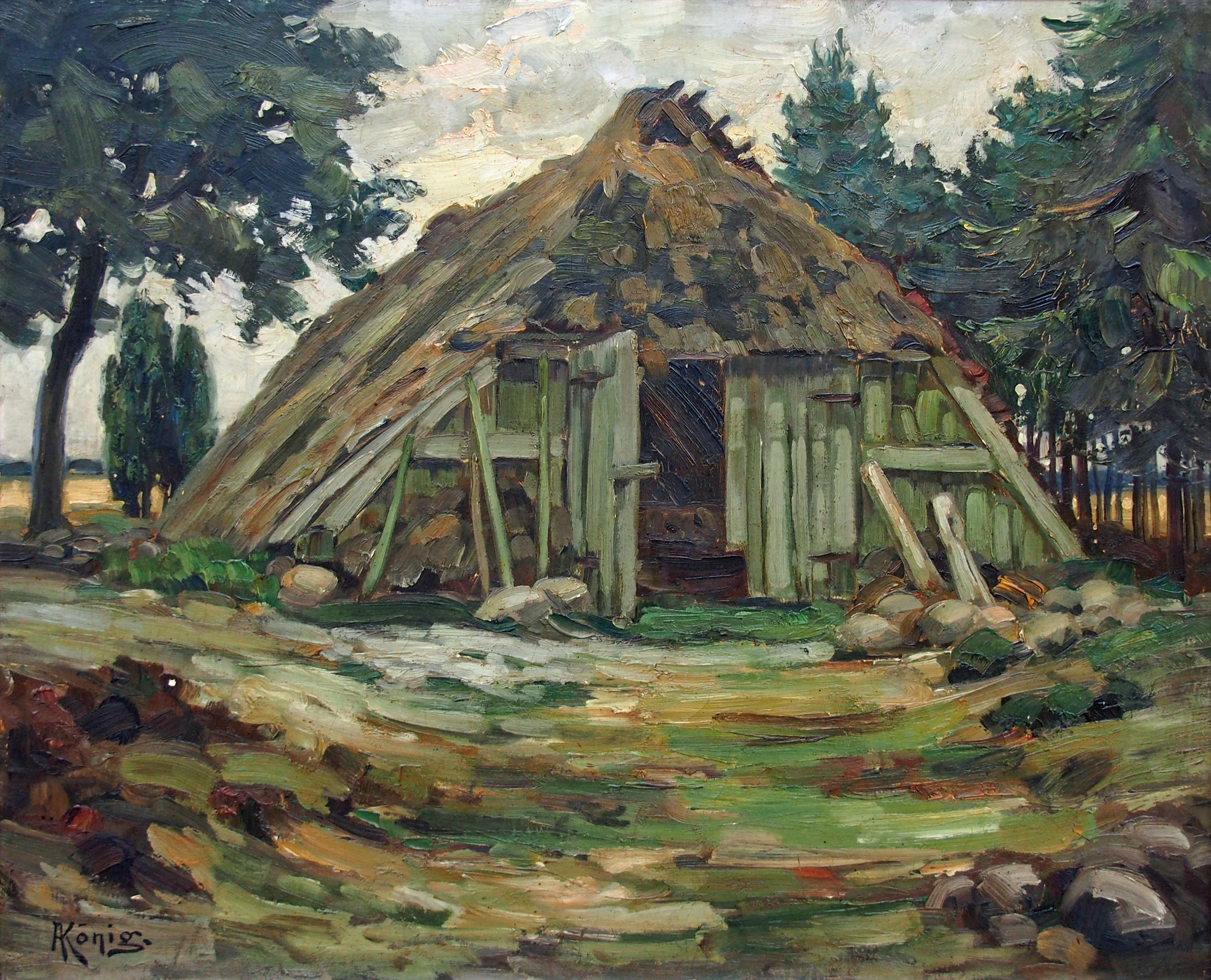
„Schafstall“ (Ölbild) (1925)
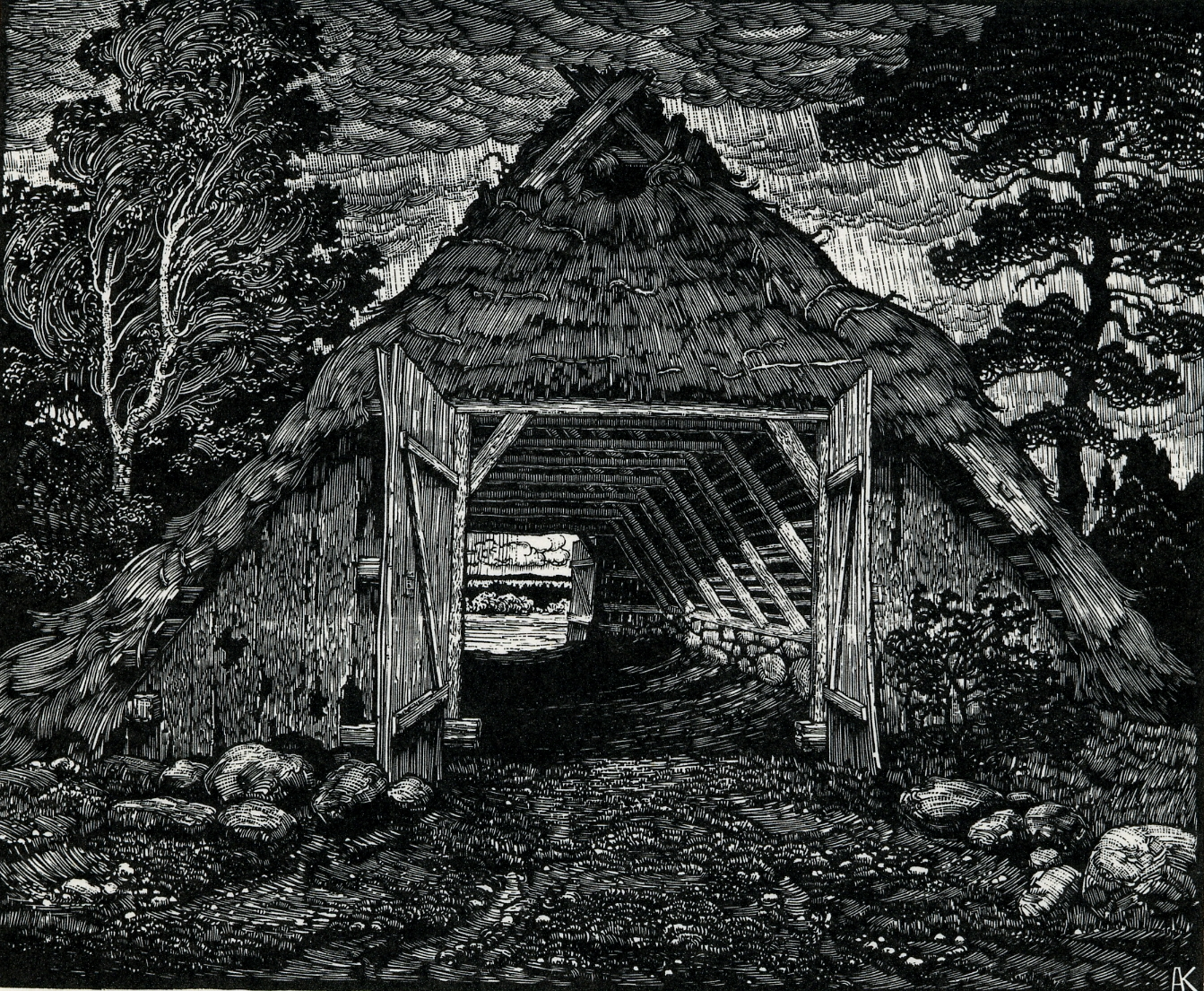
„Offener Schaftskoven“ (Holzschnitt)
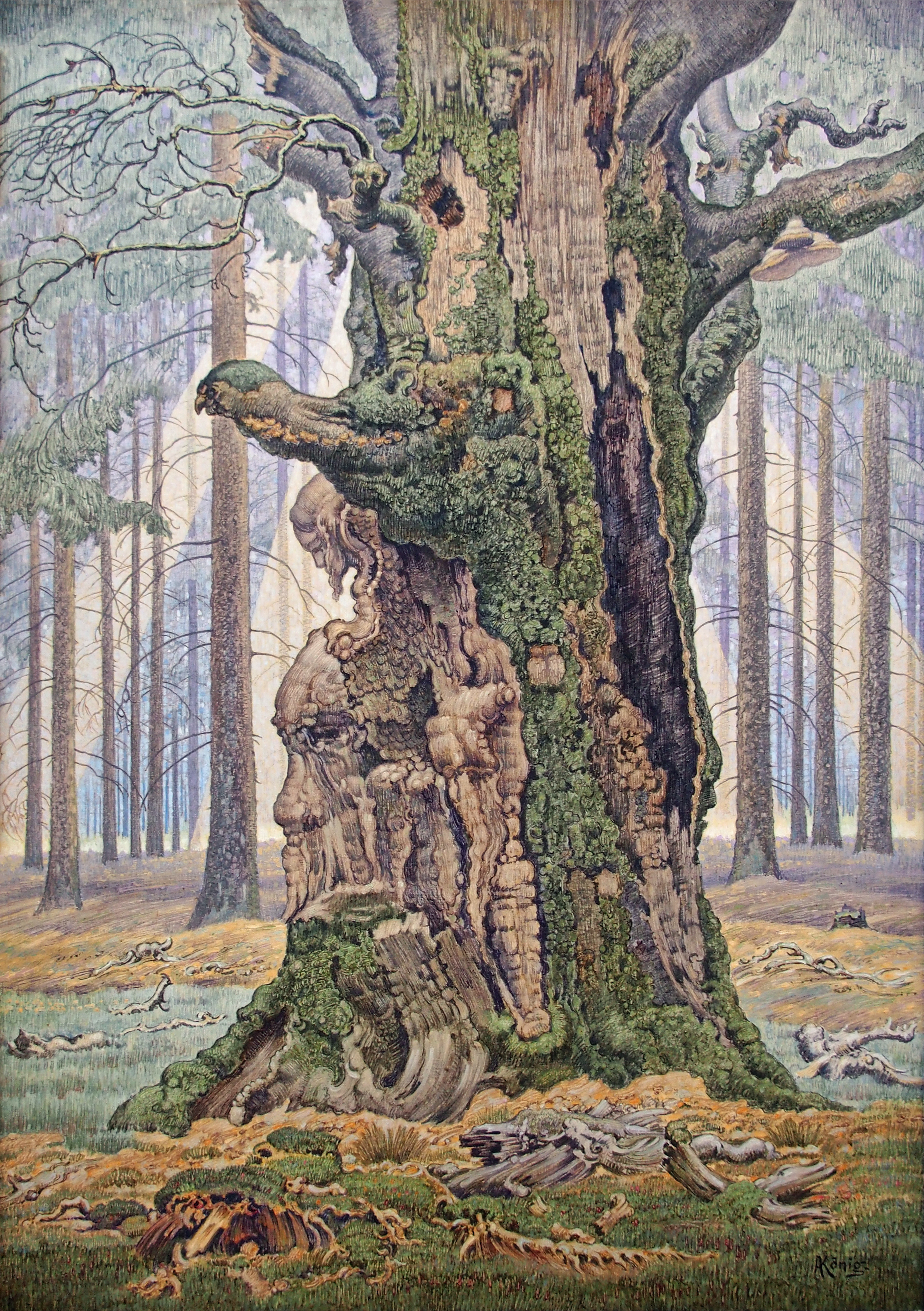
„'Heilige Buche“ (eines seiner Baumbilder eigener Art) (1932)
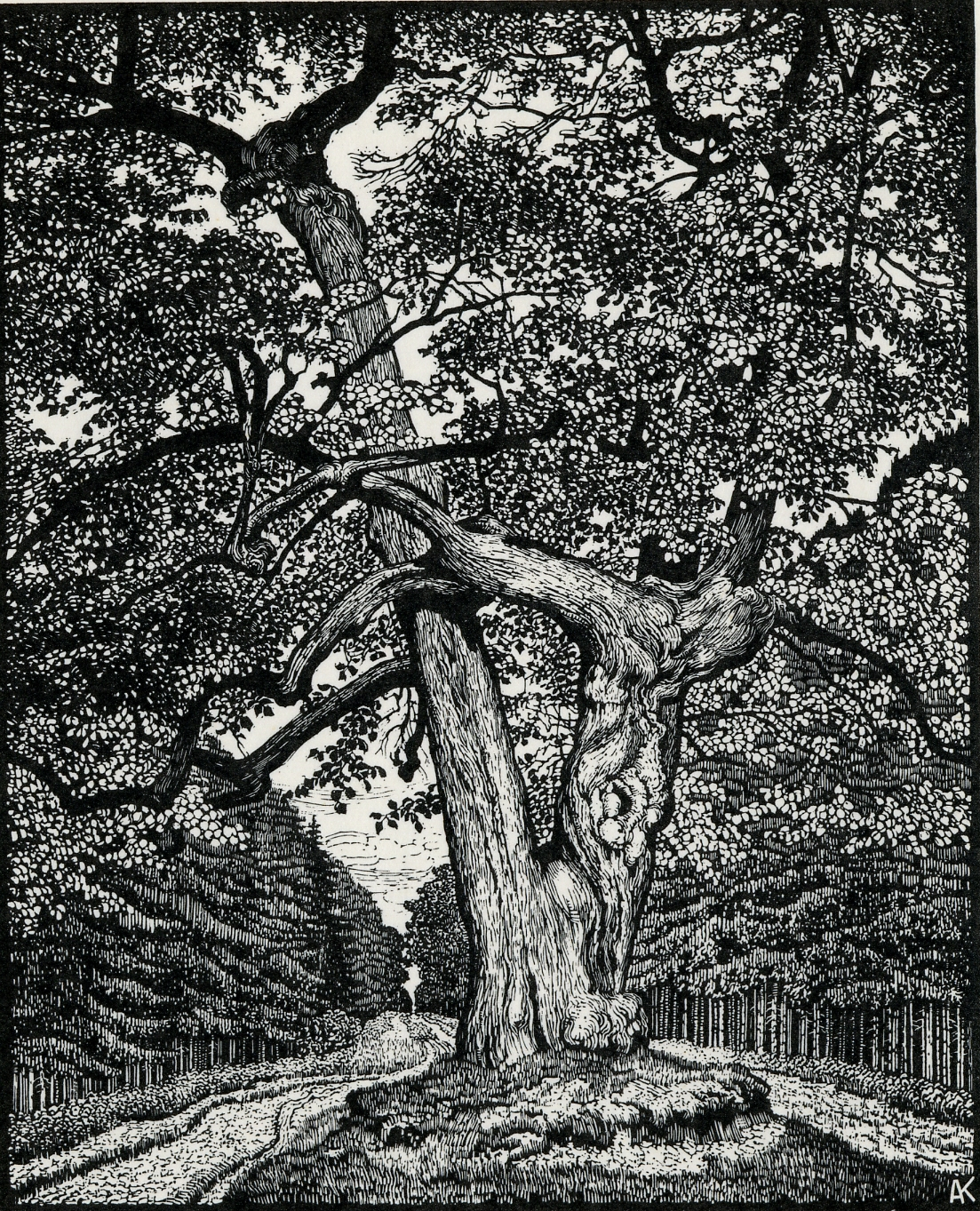
„Halalilinde“ (Holzschnitt)
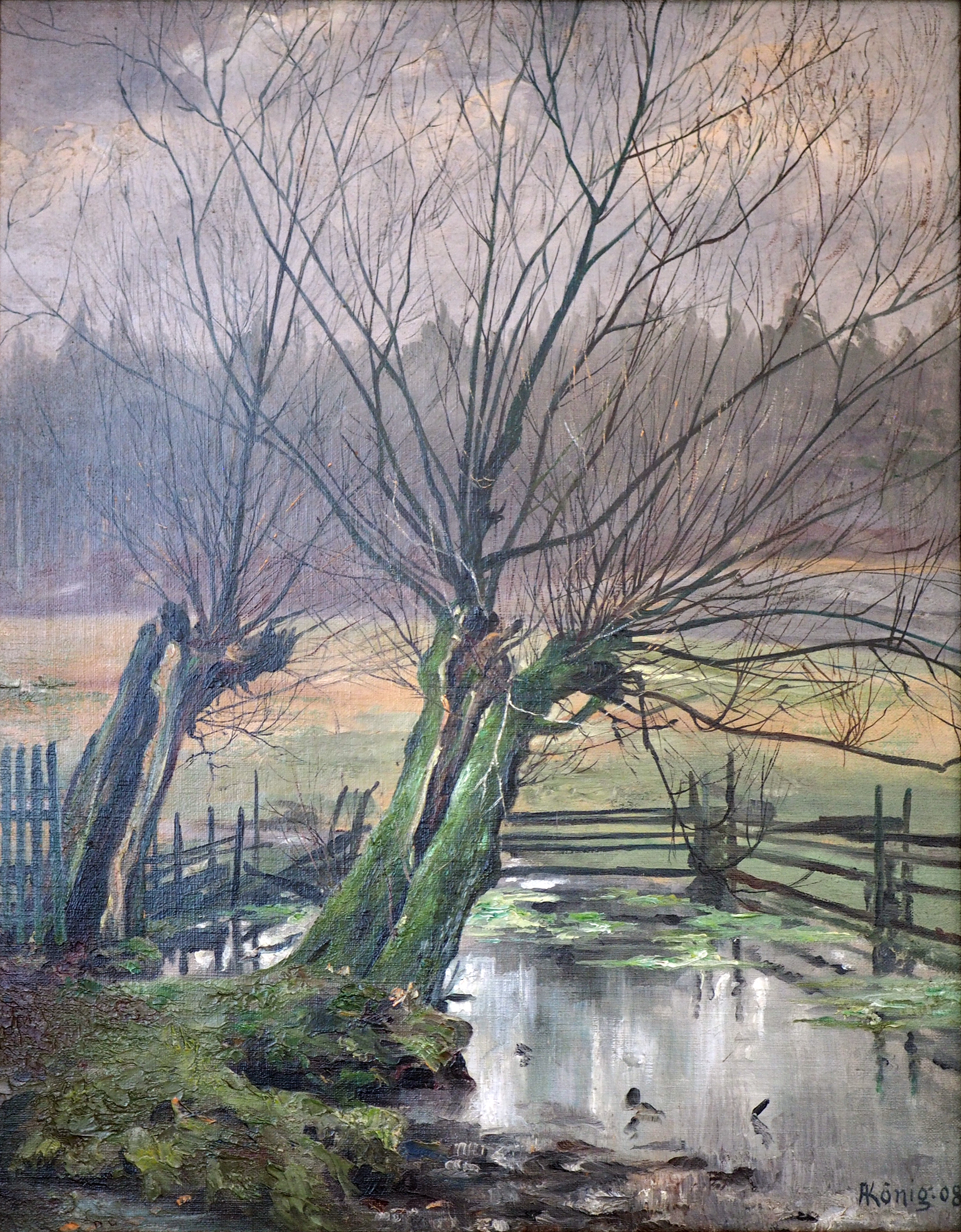
Kopfweiden am Tümpel (Ölgemälde 1908)
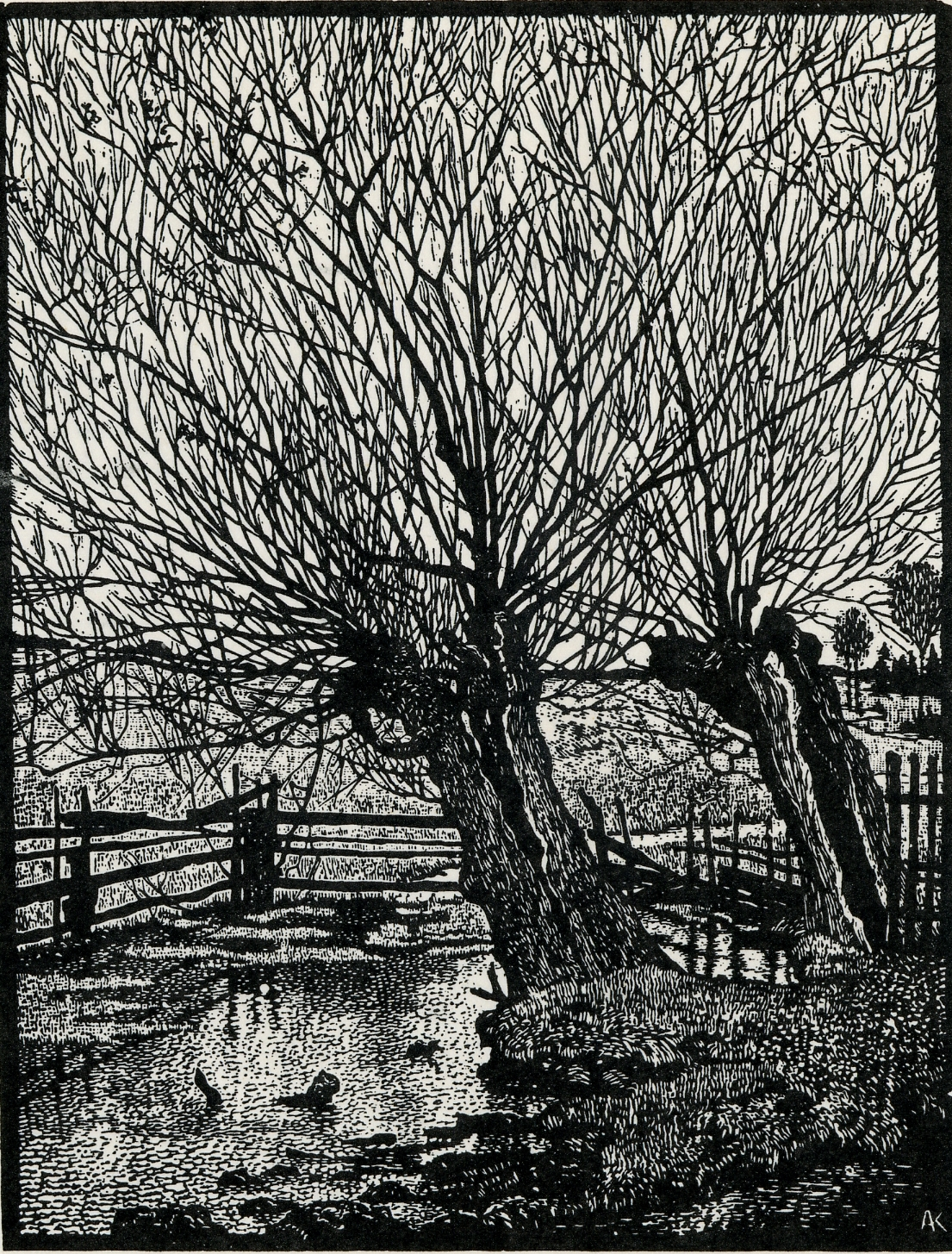
Alte Weiden (Holzschnitt)
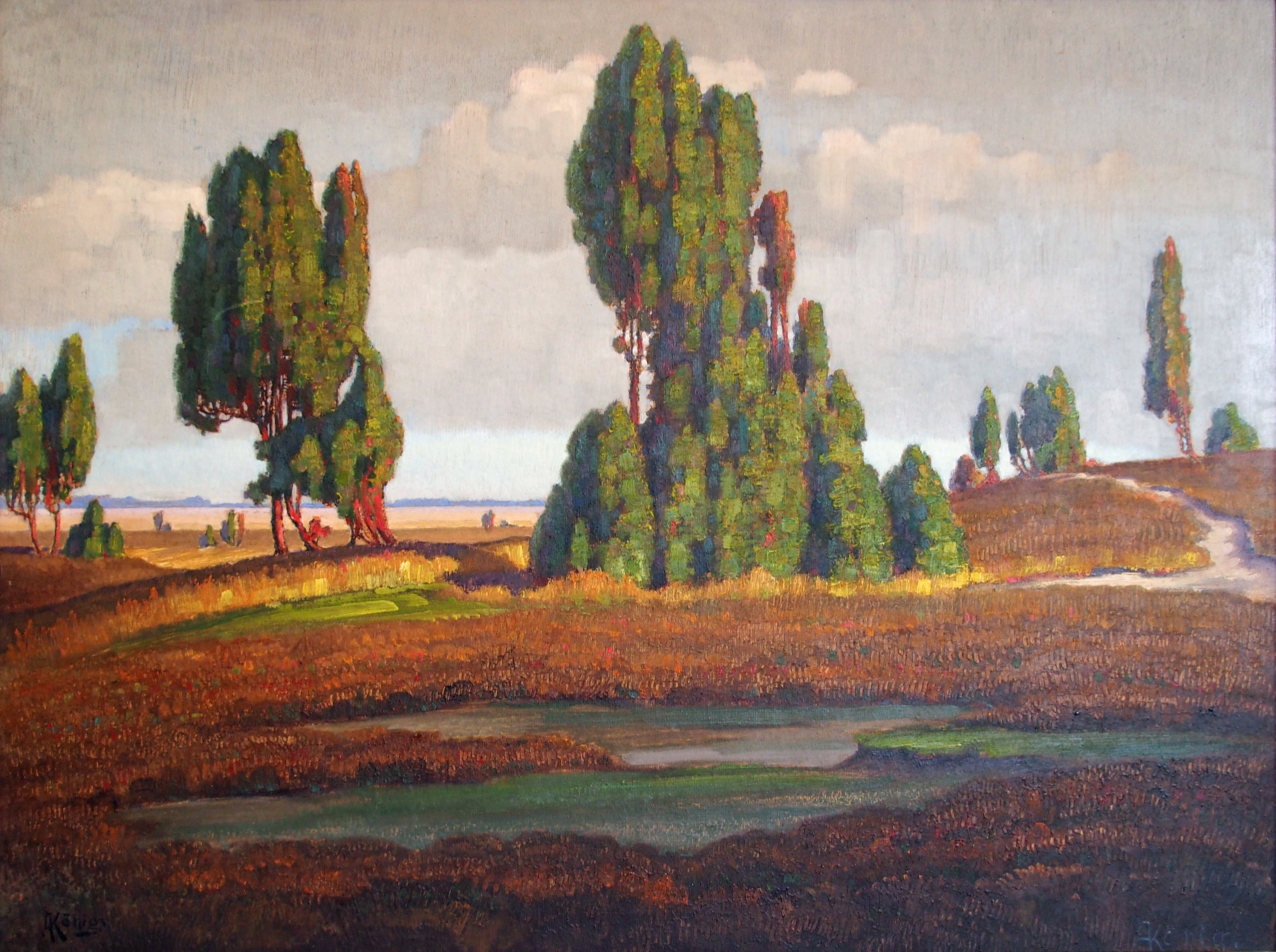
„Heidelandschaft mit Wacholder“ (etwa 1929)
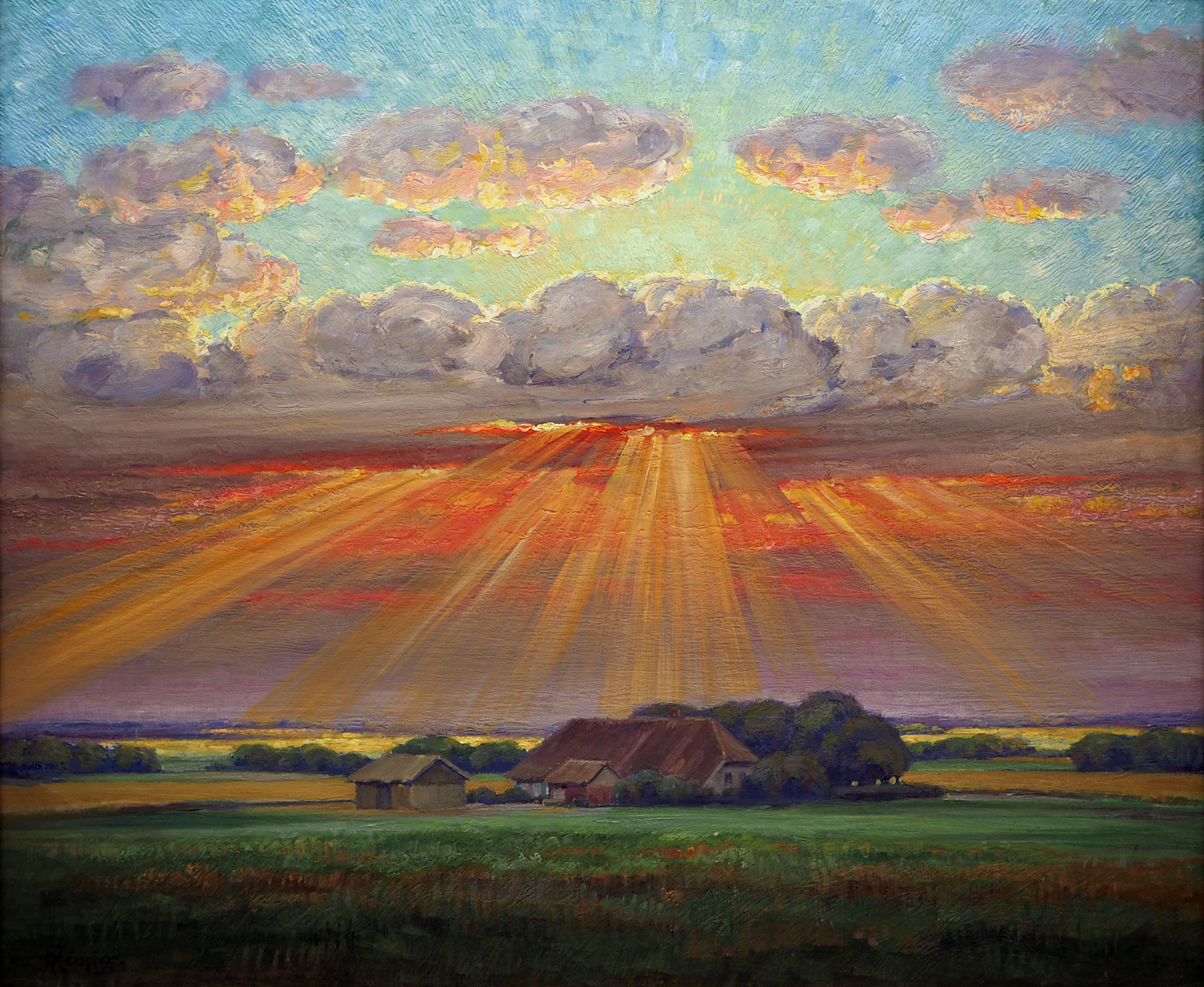
„Abendwolken und Sonnenstrahlen“ (1922)
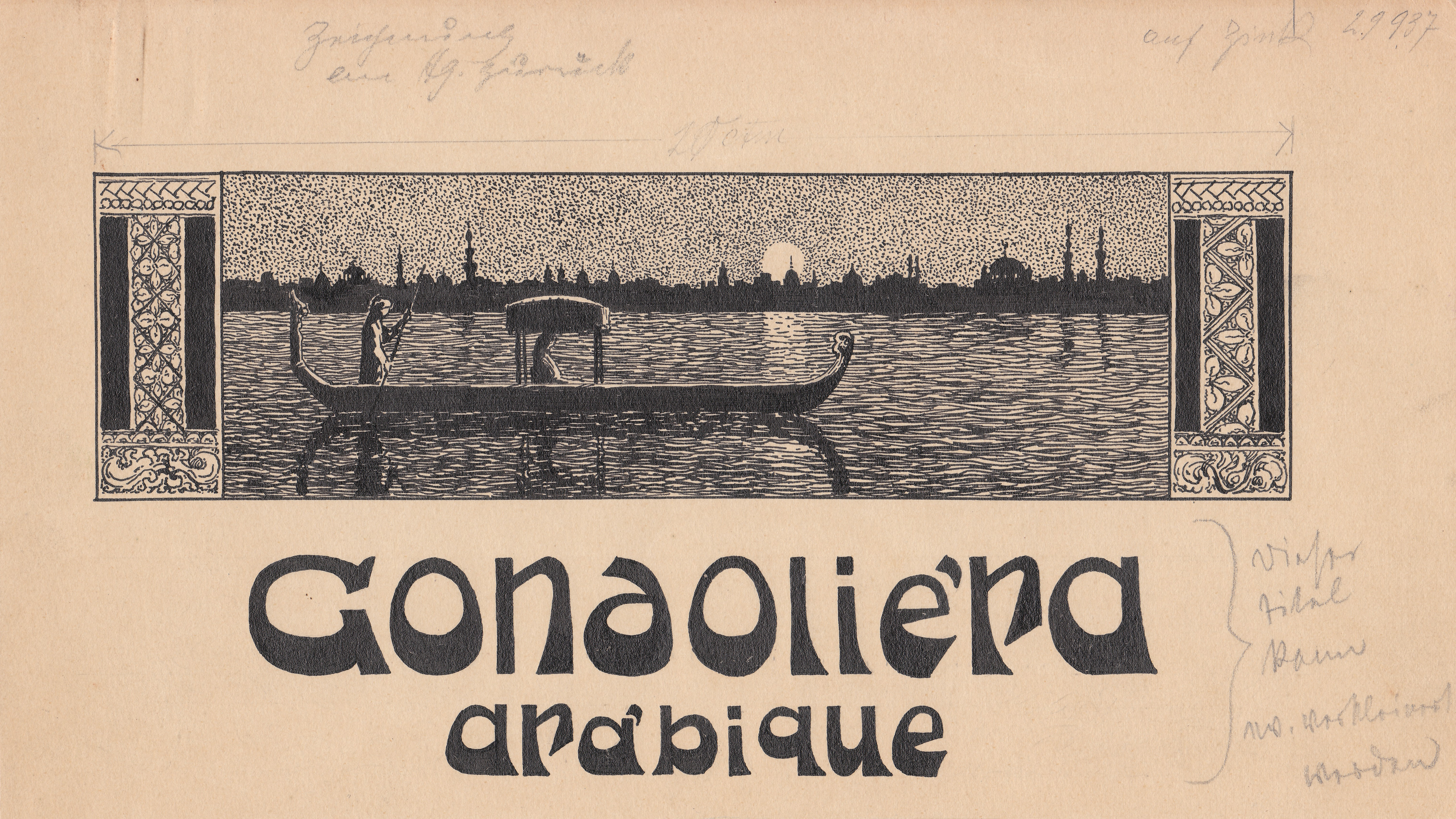
Entwurf für Theodor Krügers Klaviernotenheft
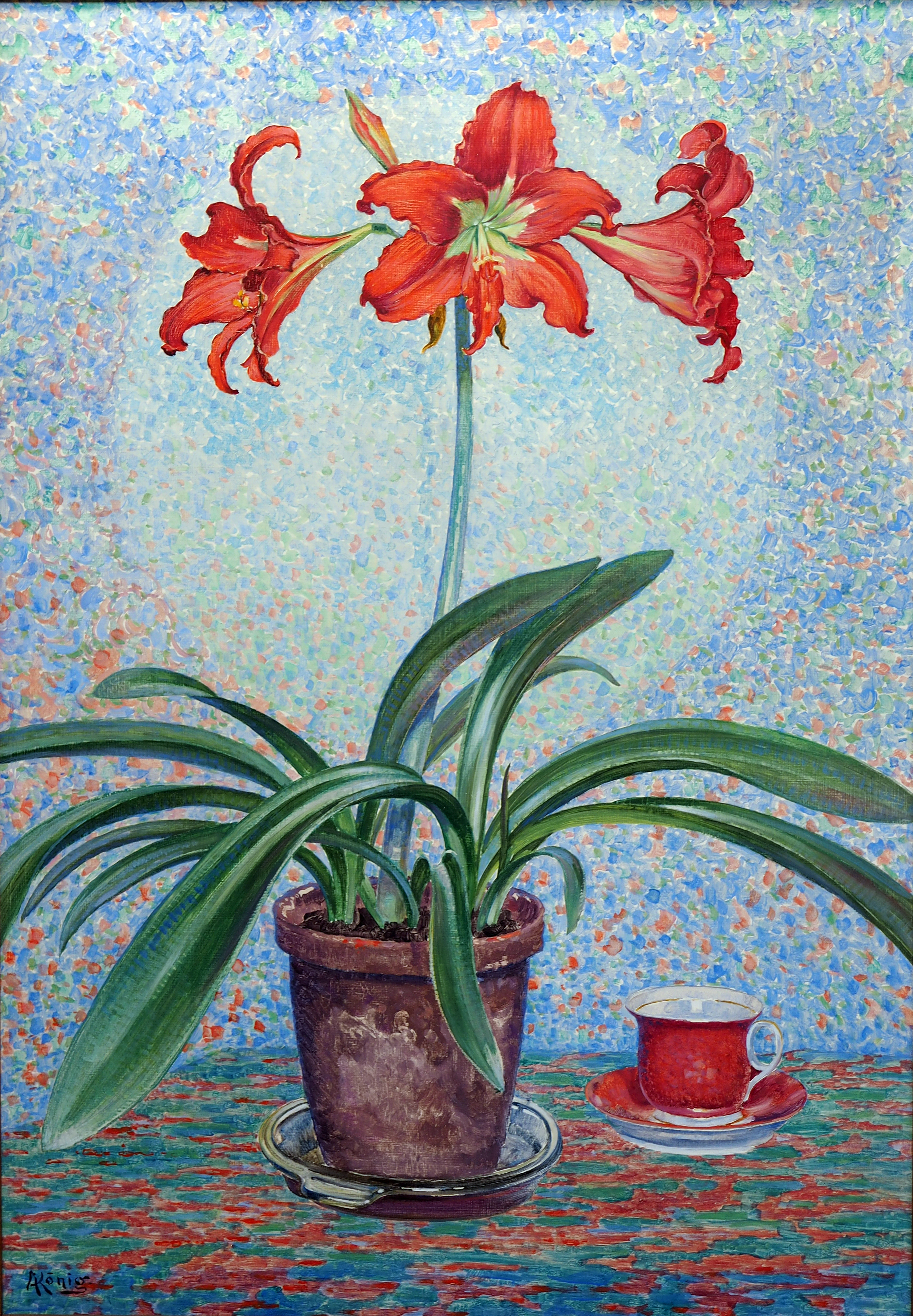
„Amaryllis mit roter Tasse“ (1943), sein letztes Bild